# Зірочка
Зі́рочка, або астери́ск (грец. ἀστέρισκος) — друкарський знак у вигляді невеликої, зазвичай п'яти- або шестикутної зірочки (*), розташованої в рядку або піднятої над рядком.
Був введений у 2 столітті до н. е. в текстах Александрійської бібліотеки античним філологом Аристофаном Візантійським для позначення неясностей.

## Традиційне використання
- Надрядкова зірочка — класичний знак виноски або примітки (у старовину її іноді навіть відносили до знаків пунктуації і називали «примітний знак»).
- Розташовані на окремому рядку три зірочки в ряд (або трикутником) використовуються як роздільник відрізків тексту або заміняють заголовок (особливо часто використовуються замість назви у безіменних віршів), іноді ставляться і при завершенні тексту.
  - В деяких шрифтах три зірочки трикутником існують як окремий заздалегідь заготовлений знак, який англійською мовою називається «Asterism» (⁂).
- Зірочками може замінюватися (цілком або частково) неназване ім'я (наприклад, у посвяченні віршів: «До ***») або недруковане слово.
- Зірочками (від однієї до п'яти) позначають якість деяких видів товарів і послуг (головним чином коньяків і готелів): чим більше зірочок, тим вища якість.
- У музичній нотації знак  вказує, що потрібно натиснути педаль сустейна.
- Астериски можуть іноді використовуватися замість маркерів списку.
- Зірочку можна використовувати для позначення дати народження, часто разом із друкарським хрестиком, яким позначають дату смерті, наприклад: Тарас Шевченко (* 9 березня 1814 — † 1861).

## В апаратних інтерфейсах

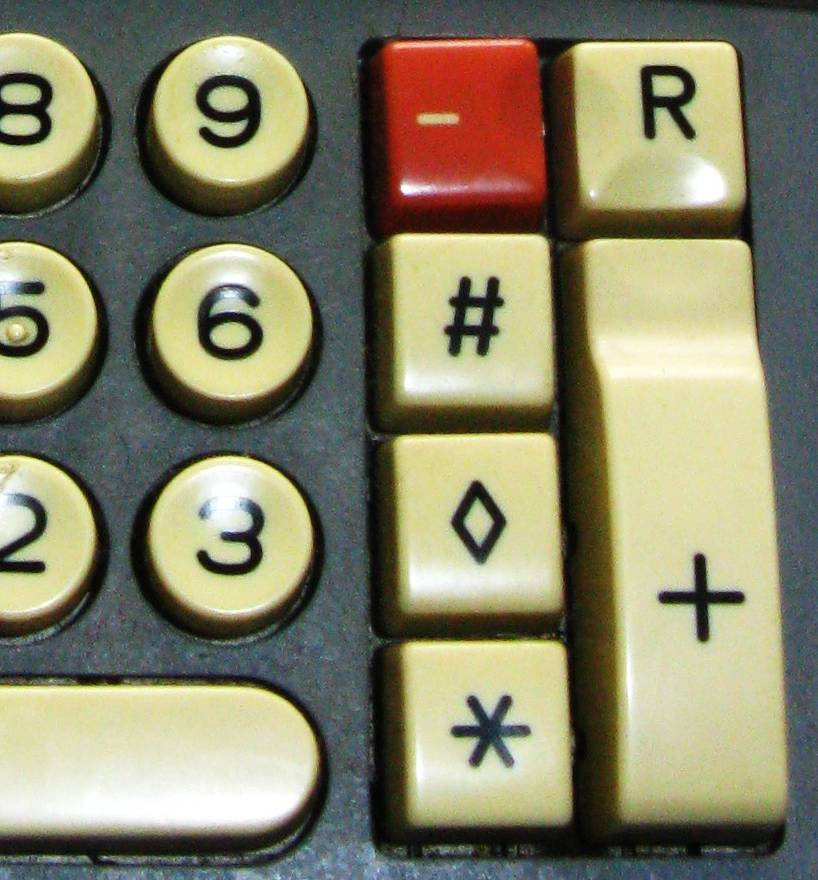
Клавіша "*" на лічильній машині, 1970-ті роки

- Клавіша з зірочкою * присутня на клавіатурі більшості кнопкових телефонів, на стаціонарних телефонах використовується зазвичай для переходу в тоновий режим, на мобільних використовується зокрема у USSD-запитах.
- На калькуляторах клавішу * використовують для множення.
- На підсумовуючих машинах клавішу * відповідно до стандарту ISO 7000 використовують для виводу остаточної суми, результату обчислень.
- На комп’ютерній клавіатурі для набору зірочки потрібно натиснути одночасно клавіші ⇧ Shift та 8 або клавішу * на цифровій клавіатурі, щодо використання див. розділ В інформатиці.

## В інформатиці
В інформатиці зірочку використовують:

### Мови програмування
- майже в усіх мовах програмування астериск — символ множення;
- у багатьох мовах програмування зірочка використовується у регулярних виразах як квантифікатор, щоб показати, що шаблон використовується нуль або більше разів, наприклад, регулярний вираз /ут*/ відповідає ут у рута та утт у буття. У такому використанні астериск також може називатися «зірочка Кліні» за ім’ям Стівена Кліні. Див також Жадібна й ледача квантифікація;
- у мовах програмування C, C++, Go та споріднених ним зірочка використовується при оголошенні змінної-покажчика, або для звернення до змінної, на яку покажчик посилається.
- у мовах програмування зірочка також використовується у поєднанні з іншими знаками:
  - \* — для позначення зірочки в умовах, коли зірочка окремо має спеціальне значення (наприклад, у регулярних виразах);
  - *= — у мовах з C-подібним синтаксисом операція множення з присвоєнням, a *= b означає a = a * b;
  - ** — знак піднесення до степеня у мовах Ada, Fortran, Perl, Python, Ruby, наприклад: 5**3 те саме, що 5*5*5, дорівнює 125;
- коментування коду:
  - /* та */ — початок і кінець коментаря у багатьох мовах з C-подібним синтаксисом (C, PHP, Java, Javascript, C# та інших), а також у каскадних таблицях стилів, наприклад:  /* Це текст коментаря, компілятор
 чи інтерпретатор проігнорують його */ 
  - (* та *) — позначення початку і кінця коментаря у мовах Pascal, AppleScript та мовах з Pascal-подібним синтаксисом.

### Комп'ютерні інтерфейси
- у численних інтерфейсах командного рядка зірочка при вказанні імен файлів та тек (або шляхів) є одним з так званих байдужих символів, вона підставляється на місце нуля, одного або кількох символів. Наприклад, команда DOS dir XX*.TXT. виведе перелік усіх файлів з розширенням TXT у директорії, назви яких починаються на XX;
- при спілкуванні у чатах чи месенджерах:
  - зірочка перед словом означає виправлення своєї помилки у попередній репліці, напр.:XXX: Приват! 
XXX: *привіт
  - в англомовному спілкуванні при корекції своєї помилки зірочку зазвичай ставлять після виправленого слова, перед правильною формою зірочку використовують для корекції чиєїсь помилки, наприклад, якщо хтось неправильно написав lck, він може одразу надіслати коректуру luck*, або хтось інший може виправити чужу помилку, надіславши *luck;
  - слова, облямовані зірочками, означають виконання дії: YYY: *замислився*;
- у багатьох комп’ютерних інтерфейсах замість символів паролю, що вводиться, зображаються зірочки;
- у текстових редакторах до появи формату Rich Text Format облямовування тексту зірочками використовувалося для форматування тексту напівжирним;
- у вебформах HTML зірочкою можуть позначати обов’язкові для заповнення поля.

## У мовознавстві
В мовознавстві зірочку ставлять:
- перед архетипом — відновленою гіпотетичною словоформою, не зафіксованою у писемних пам'ятках: прасл. *gordъ (місто), *kaina (ціна) (див. порівняльно-історичне мовознавство);
- Подвійна зірочка вказує на форму, очікувану за правилами, але насправді неіснуючу, наприклад:

 в українській мові безособові та інші дієслова з неповною парадигмою, наприклад, вечоріти формально могли б мати особові форми, такі як укр. *вечорію, але через семантичні особливості цих форм не існує;
 в арабській мові у множині очікуваною формою є араб. *kubar, проте є лише нерегулярні форми множини чоловічого роду — араб. akābir أكابر та множини жіночого — араб. kubrayāt كبريات.
- на початку граматично неправильних прикладів для позначення цієї граматичної некоректності, наприклад:

 *Покатавшись на ковзанці, болять ноги. (неправильно побудоване речення з дієприслівниковим зворотом)
 *Пісня в нашому житті має виключне значення. (виключне замість виняткове).
- в англомовних джерелах астериск перед дужками вказує, що відсутність слова чи фрази в дужках є граматично неправильною, якщо ж зірочка стоїть всередині дужок, це вказує на те, що використання слова чи фрази в дужках є граматично некоректним:

 go *(to) the station (без to неправильно)
 go (*to) home (з to неправильно)